# Sevilla la Nueva
Sevilla la Nueva é um município da Espanha, na província e comunidade autônoma de Madrid. Tem 25,1 km² de área e em 2021 tinha 9 345 habitantes (densidade: 372,3 hab./km²). Limita com os municípios de Brunete, Navalcarnero, Villamanta, Villanueva de Perales e Villaviciosa de Odón.